# Ibn Ishaq
Ibn Ishaq (en arabe : ابن إسحاق, Ibn Isḥāq, prononciation API : /ibn ʔis.ħaːq/), né vers 704 à Médine et mort vers 767 à Bagdad, est un historien arabe, connu pour avoir rédigé la Biographie de l'Envoyé de Dieu (Sîrat Rasûl Allah), première biographie de Mahomet, à partir de 740 jusqu'aux dernières années de sa vie. Cette biographie ne nous est parvenue que sous la forme de la version remaniée par Ibn Hichâm, connue sous le nom de Biographie du prophète ou Biographie due à Ibn Hichâm.

## Biographie
Ibn Ishâq est né aux environs de 704 à Médine. Il était le petit-fils de Khyâr un esclave arabe fait captif au cours d’une des campagnes de Khalid ibn al-Walid, puis affranchi après s’être converti à l’islam. Le point de départ du travail d'historien d’Ibn Ishâq viendrait des récits que lui aurait faits son père (et son grand-père). Il était devenu un expert à propos des campagnes de Mahomet.
Après le père de Ibn Ishaq, qui fut son premier maître, ses autres maîtres en hadîths (traditions du Prophète), selon Abdurrahmân Badawî, sont au nombre de vingt.
Il fréquente Qays b. Mâlik (le fondateur du système malakite en fiqh (jurisprudence islamique), Sa'îd b. al-Musayyib (éminent successeur), Sâlim b. Abd Allah b. Umar, Abân b. Uthmân.
Vers 734 il va à Alexandrie en Égypte pour y suivre les cours de Yazid ibn Abu Habib.
Vers 749, Ibn Ishâq retourne à Médine au milieu des savants de la ville. Après la prise du pouvoir par les Abbassides, il part s’établir à Bagdad sous la pression de certains médinois, en particulier de Mâlik ibn Anas qui lui reprochaient d’être partisan du libre arbitre.
Ibn Ishâq est mort à Bagdad vers 767.

## Pensée
Ibn Khaldoun, tient Ibn Ishaq en haute estime et le cite en tête des trois plus grands historiens :
« Mais peu d'historiens sont assez réputés pour être tenus pour des autorités : ce sont ceux qui ont fait œuvre originale. On pourrait les compter sur les doigts de la main. Peut-être même ne sont-ils pas plus nombreux que les (trois) voyelles qui indiquent les cas en grammaire arabe. Citons entre autres : Ibn Ishâq, At-Tabarî, Ibn Kalbî... »
Il ajoute al-Wâqidî et al-Masʻûdi, en précisant que les ouvrages de ces deux auteurs sont discutables à certains égards. Pour Ibn Khaldoun, le travail de l'historien ne se résume pas à celui des « traditionnistes », c'est-à-dire de ceux qui établissent la chaîne de transmission et le contenu du propos transmis (critique externe) : « la meilleure manière de distinguer le vrai du faux » consiste à faire l'examen critique des faits avant même d'apprécier la crédibilité des informateurs. « Cette critique externe ne devrait intervenir qu'après la critique interne de vraisemblance. Quand un récit est absurde, peu importe le crédit attaché ou non à son auteur ».
Selon Singh et Samiuddin, on trouve, dans la « Sirât Rasûl Allah », différents types de matériaux : ce qui se rattache au tafsîr (sens du texte sacré), ce qui se rattache au maghazî (matériau historique), des anecdotes qui se rattachent aux hadîths et sont des récits d'événements particuliers, et du matériel documentaire.
Le matériau historique comprend la liste des expéditions, le but de chacune, le nom de son chef, le nombre et souvent le nom des participants, la date approximative et la place dans la chronologie. Ce matériau est en général présenté sans isnad (sans liste de transmetteurs). Il est présent également chez Al-Waqidi qui rectifie parfois quelques dates. Quand on tient ce matériau pour exact, une cohérence se dégage des réalisations de Mahomet, ce qui confirme que ces matériaux historiques sont, d'une façon générale, exacts. Les anecdotes sont, en général, données avec leur isnad. Il convient de distinguer les hadiths qui sont biaisés par des intérêts politiques, théologiques ou religieux, ou des préoccupations de jurisprudence. Ces intérêts particuliers représentent un large éventail et Ibn Ishaq a procédé à des synthèses parmi les hadiths. Pour les autres anecdotes, beaucoup sont vraies en totalité ou largement et revêtent une grande importance historique. Le matériau documentaire, pour l'essentiel, est  constitué du paragraphe « Le pacte entre les Émigrés et les Ansars et la réconciliation avec les juifs », plus connu sous le nom mal approprié de « Constitution de Médine » (voir Tribus musulmanes et juives de Yathrib).
Dans sa reconstruction, au travers des textes, de l'image du Prophète de l'Islam (Islam désignant le système alors qu'islam désigne la religion), vue par les croyants qui les écrivaient et les lisaient, Uri Rubin écrit sur le thème de l'attestation :  « Comme tous ces prophètes étaient des figures bibliques, il a fallu façonner la biographie de Mahomet selon les modèles bibliques. Ceci était censé convaincre les Gens du Livre, qui ont refusé de reconnaître en Mahomet un prophète tel que les leurs. ». Selon Uri Rubin, le thème de l'attestation comprend également des récits qui enracinent le Prophète dans l'histoire arabe locale : « Dans ces traditions Mahomet n'est pas le héros prophète coranique dont l'origine est attestée dans le Livre, mais, en premier et avant tout, il est le héros arabe dont l'attestation s'enracine dans l'histoire arabe locale. Bien que les récits soient construits comme pour affirmer le message véritable de Mahomet, ils sont en fait destinés à promouvoir les intérêts, les revendications et le statut de certains groupes Arabes luttant pour leur reconnaissance dans la société islamique médiévale. »
Ibn Ishaq est accusé d'avoir des tendances chiites : il accorderait un rôle exagéré à Ali. Il est également accusé d'être qadarite, proclamant le libre arbitre et considérant que chaque croyant est responsable de ses actes. L'accusation, venue de Ibn Qutaybah, disciple d'Ibn Hanbal, ne tient pas, car Ibn Ishaq relate à profusion des légendes, ainsi que des miracles attribués non seulement au Prophète mais aussi à des personnes secondaires. Le plus violent critique d'Ibn Ishaq est Ibn Hanbal, le fondateur du hanbalisme, qui le traite de très grand menteur (kathîr al-tadlis jiddan). Ibn Hanbal concentre toutefois ses critiques sur les « traditions concernant le licite et l'illicite » (c'est-à-dire en jurisprudence) et lui reconnait ceci : 
« En ce qui concerne les campagnes de l'Envoyé d'Allah et les récits de ce genre, on peut le citer. »
Cependant, selon lui et certaines écoles musulmanes, les récits des batailles sont à prendre avec précaution à cause de beaucoup d'exagération et de récits non authentiques. Aujourd'hui en revanche, les batailles qu'Ibn Ishaq rapporte dans sa Sîra sont de plus en plus considérées comme pouvant difficilement être inventées.

## Œuvres
En plus de son célèbre ouvrage Sirât Rasûl Allah, Ibn Ishâq a écrit plusieurs livres dont aucun ne nous est parvenu. Il est l'auteur d'un Kitâb as-Siyar. On lui attribue une histoire des califes Kitâb al-Khulafaʾ et un recueil de sunnan ; tous ont disparu.

### Les copies de l'original d'Ibn Ishaq
Quatre copies de sa Sirât Rasûl Allah ont été faites :
- Deux copies par Al-Bakka’î, un de ses élèves, a été reprise et éditée par Ibn Hichâm, et des copies faites après elles, toutes perdues.
- Une troisième copie due à  Salama ibn-Fadl al-Ansari, cite l'original d'après la copie de Ibn Fadl.
- Une quatrième copie de l'original fut écrite par Yûnus b. Bukayr à Rayy. Elle fut employée par Ibn al-Athir dans son Usud al-Ghâbah, ce qui veut dire que jusqu'au premier tiers du XIIIe siècle une copie complète de l'original existait encore.

Les originaux ont disparu et seule subsiste la version d’Ibn Hicham.

### Les éditions de la version remaniée par Ibn Hichâm
Selon Abdurrahmân Badawî, « Ibn Hichâm n'a fait qu'abréger un peu le texte original de Ibn Ishaq et y introduire quelques notes généalogiques et linguistiques qui sont généralement insignifiantes [...], la presque totalité de ses notes porte sur la généalogie et la philologie » et Ibn Hichâm a très peu ajouté sur les récits historiques (il a par contre enlevé tous ceux où il n'est pas question de Mahomet). L'immense majorité du contenu historique est d'Ibn Ishaq : l'appellation de Sîra d'Ibn Hichâm est donc abusive, sinon fautive. Il a par contre retranché, beaucoup semble-t-il. Selon ses dires, il a enlevé tout ce qui était avant Ismâ'îl, les récits où il n'est pas question du Prophète, ce qui ne touche pas à l'objet du livre ou qui ne l'explique pas, les vers et les poèmes « qu'aucun savant en poésie ne connaît », il élimine des passages en les remplaçant par « Il ne sied pas d'en parler, la mention nuit à quelques gens, al-Bakkâ'î ne nous recommande pas de rapporter. ». L'article détaillé ci-dessous présente, paragraphe par paragraphe, le contenu historique de la sira d'Ibn Ishaq et de l'ouvrage de Tabarî.
Fondée sur dix-sept manuscrits, l'édition de référence de la Sîra d'Ibn Ishaq/Ibn Hicham est celle de Ferdinand Wüstenfeld parue en 1858-1859 (tome 1 contenant le texte arabe d'Ibn Ishaq et d'Ibn Hicham) et 1860 (tome 2 contenant une introduction, des notes critiques et des indices). Cette édition du texte arabe d'Ibn Ishaq et de celui d'Ibn Hichâm est intégralement traduite en français et éditée en deux volumes, sous le titre Ibn Ishaq, Muhammad, traduction française, introduction et notes par Abdurrahmân Badawî. Tout au long du texte de l'édition de Ferdinand Wüstenfeld reviennent, très en détail, les mentions « Ibn Ishaq dit : » et « Ibn Hicham dit : ». Il en est d'ailleurs de même dans la sira d'Ibn Kathir.
Sous le titre Ibn Hichâm. La biographie du prophète Mahomet, Wahib Atallah a publié un abrégé dans lequel toutes les distinctions entre ce qui vient d'Ibn Ishaq et ce qui vient d'Ibn Hichâm sont supprimées, ainsi que toutes les chaînes de transmission, toutes les listes de personnes et toutes les mentions des tribus auxquels elles appartiennent. Le document historique que constitue le paragraphe plus connu sous le nom de « Constitution de Médine » (voir « Pensée » ci-dessus) est supprimé sans la moindre explication.
La copie de Yûnus b. Bukayr, élève lui aussi d’Ibn Ishâq, a servi de base pour la rédaction du chapitre de La Chronique de Tabari consacré à la vie du prophète de l'islam Mahomet. Le texte de Tabari est très similaire à celui d'Ibn Ishaq/Ibn Hicham, avec cependant quelques différences. En particulier, Tabarî raconte l'épisode dit des versets sataniques alors qu'il ne figure pas dans le texte d'Ibn Ishaq/Ibn Hicham.
Sous le titre Al-Sîra, le prophète de l'islam raconté par ses compagnons, Mahmoud Hussein (pseudonyme de deux politologues) a publié en édition de poche une vision personnelle qui ne recouvre en rien ni le texte d'Ibn Ishaq ni celui d'Ibn Hicham.[réf. nécessaire].